# 2014年福島県知事選挙
2014年福島県知事選挙（にせんじゅうよねんふくしまけんちじせんきょ）は、2014年（平成26年）11月11日の任期満了に伴い、10月9日告示、26日投開票の福島県知事選挙である。
東日本大震災（東北地方太平洋沖地震）と福島第一原子力発電所事故後初の知事選であり、除染による放射性廃棄物の中間貯蔵施設建設受け入れの是非など、震災復興関連が争点になるとみられた。

## 立候補者
6名、立候補届け出順。
| 候補者名 (読みかた)             | 記者会見での 出馬表明日   | 年齢 | 党派   | 新現元別 | 肩書き                   |
| ------------------------------- | ------------------------- | ---- | ------ | -------- | ------------------------ |
| 内堀雅雄 (うちぼり・まさお)     | 2014年（平成26年）9月11日 | 50歳 | 無所属 | 新       | 元福島県副知事           |
| 井戸川克隆 (いどがわ・かつたか) | 2014年（平成26年）9月16日 | 68歳 | 無所属 | 新       | 元福島県双葉町長         |
| 五十嵐義隆 (いからし・よしたか) | 2014年（平成26年）8月14日 | 36歳 | 無所属 | 新       | 牧師、自営業             |
| 熊坂義裕 (くまさか・よしひろ)   | 2014年（平成26年）8月15日 | 62歳 | 無所属 | 新       | 医師、元岩手県宮古市長   |
| 伊関明子 (いせき・あきこ)       | 2014年（平成26年）9月18日 | 59歳 | 無所属 | 新       | コンビニエンスストア店長 |
| 金子芳尚 (かねこ・よしなお)     | 2014年（平成26年）9月24日 | 58歳 | 無所属 | 新       | 建設会社社長             |

## 立候補者の県政政策関連
- 内堀雅雄…基本政策(公式WEBサイト)
- 井戸川克隆…基本政策(公式サイト)
- 五十嵐義隆…理念・政策(公式WEBサイト)
- 熊坂義裕…政策集(公式サイト)マニフェスト
- 伊関明子…理念・手掛けたいこと(公式サイト)
- 金子芳尚…金子よしなおの政策(公式サイト)

## 開票結果
※当日有権者数：1,599,962人 最終投票率：45.85%（前回比：+3.43pts）
| 候補者名   | 年齢 | 所属党派 | 新旧別 | 得票数    | 得票率 | 推薦・支持                                     |
| ---------- | ---- | -------- | ------ | --------- | ------ | ---------------------------------------------- |
| 内堀雅雄   | 50歳 | 無所属   | 新     | 490,384票 | 68.4%  | （支援）自由民主党、民主党、公明党、社会民主党 |
| 熊坂義裕   | 62歳 | 無所属   | 新     | 129,455票 | 18.0%  | （支援）日本共産党、新党改革                   |
| 井戸川克隆 | 68歳 | 無所属   | 新     | 29,763票  | 4.1%   | （支持）中核派                                 |
| 金子芳尚   | 58歳 | 無所属   | 新     | 25,516票  | 3.6%   |                                                |
| 伊関明子   | 59歳 | 無所属   | 新     | 24,669票  | 3.4%   |                                                |
| 五十嵐義隆 | 36歳 | 無所属   | 新     | 17,669票  | 2.5%   |                                                |

## 立候補を取りやめた人物
- 鉢村健 - 元日本銀行福島支店長
2014年（平成26年）8月17日、記者会見で出馬表明[10]。9月11日撤回。
8月の出馬表明時点では自民党の福島県連が鉢村の推薦を決めていたが、自民党本部は谷垣禎一幹事長が「県民挙げての体制を作るのは困難」という理由を挙げ、鉢村の支援を見送った。そして、「佐藤前知事からの県政の継続性」や「県民の幅広い支持を得られる」という理由で、既に民主党が推薦に動いていた内堀への与野党相乗りを容認した。最終的には9月10日の会談で岩城光英県連会長が「残念だが苦渋の決断」として谷垣の通告を受け入れ、自民党内での「ねじれ」は回避された[11]。
その翌日の記者会見で、鉢村は自民党を含む複数の政党関係者から立候補の見送りを求められた事を明かし、「県民や支援者らの分断が深まり、将来に遺恨を残す」「後援組織や友人からも支援の打ち切りを通告された」事を理由に、出馬表明を撤回した[5]。
- 吉田孝司 - 医師
2014年（平成26年）8月25日、記者会見で出馬表明[12]。9月11日撤回。撤回理由として、「後援会員が増えず、選挙戦を戦えないと判断した」と挙げた[5]。
- 高嶋努 - 接客業
2014年（平成26年）9月16日、記者会見で出馬表明[6]。10月4日撤回[13]。

## 同日選挙
福島県議会議員補欠選挙（いわき市選挙区、改選数1）が同年10月16日告示され、3人が立候補した。県知事選と同じく10月26日に投開票された。
同時期の任期満了により実施が予想される県内選挙として、金山町長選挙（任期満了日10月21日）、浅川町長選挙（同10月30日）、川俣町長選挙（11月28日）、南相馬市議会議員選挙（同11月30日）があったが、いずれも同日選挙とはならなかった。